# Station Moszczenica Pomorska
Station Moszczenica Pomorska is een spoorwegstation in de Poolse plaats Moszczenica.